# Antonio Pretel Fernández
Antonio Pretel Fernández (Gor, Granada, 1903-Moscú, 1980) fue un político español.

## Biografía
Nació en la localidad granadina de Gor en 1903.
Abogado de profesión, fue miembro del Comité Regional del sindicato provincial de abogados de la Unión General de Trabajadores (UGT). También estuvo afiliado al Partido Socialista Obrero Español (PSOE), siendo presidente de las Juventudes Socialistas de Granada. Con posterioridad abandonaría el PSOE, ingresando en el Partido Comunista de España (PCE). Participó en las elecciones de 1936 por las candidaturas del Frente Popular, logrando el acta de diputado en la circunscripción de Granada.
Una vez iniciada la guerra civil llegó a mandar las llamadas «milicias comunistas» en la zona Granada, junto a Graciliano Fernández. Fue uno de los dirigentes republicanos que lograron sofocar la conspiración golpista en Motril. En enero de 1937 fue nombrado gobernador civil de Murcia, cargo que desempeñó hasta julio de ese año.
Tras el final de la contienda se exilió en la Unión Soviética junto a su familia y otros comunistas españoles. Allí trabajó para el Instituto 205, la editorial de Literatura Extranjera y como traductor para la agencia TASS.
Falleció en Moscú en diciembre de 1980.

## Familia
Estuvo casado con Ana Martínez Carmona, con la que tuvo varios hijos: Enrique, Damián, Antonio y María Luisa.